# Medalla del Servei Més Ampli
La Medalla al Servei Més Ampli (anglès: Wider Service Medal)  és una condecoració britànica destinada a reconèixer el servei de membres de les forces armades i civils en operacions classificades com a "per sota del llindar de guerra", amb un nivell de risc considerat inferior al que el personal podria ser elegible per rebre una Medalla al Servei Operatiu pertinent o la  Medalla al Servei General amb el fermall adequat.

## Fons
El 2012, una revisió dirigida per Sir John Holmes sobre l'atorgament de medalles a les forces armades va indicar que les medalles de campanya s'atorgaven sobre la base del "risc i el rigor", definit en termes de:
1. El risc i el perill per a la vida.
2. L'estil i la força de l'enemic.
3. L'estrès i els rigors físics i mentals que experimenten les persones.
4. Les restriccions, limitacions i dificultats per implementar l'operació, incloent-hi el clima, les condicions meteorològiques i el terreny

La naturalesa canviant de les operacions globals fa que hi hagi la possibilitat que un gran nombre de personal amb funcions de suport i facilitació en el futur no pugui ser elegible per rebre medalles, mentre que el nombre creixent d'operacions que no compleixen els criteris de risc i rigor per a l'atorgament d'una medalla de campanya o de la GSM amb fermall faria que el personal es desplegués durant llargs períodes en operacions perilloses sense la possibilitat d'un premi al final. Com a resultat, la Holmes Review, com a part de les seves recomanacions, va suggerir la creació d'una nova medalla destinada a recompensar aquest tipus de servei operatiu que no compliria els criteris generals per a l'atorgament d'una medalla de campanya.
El concepte d'una nova condecoració va ser aprovat en principi per la reina Elisabet II el desembre de 2018. L'aprovació final de la nova condecoració va ser concedida pel rei Carles III el març de 2024.

## Qualificació
Els criteris per rebre la Medalla al Servei Ampli es van establir en el moment de l'anunci del seu lliurament. L'atorgament de la medalla és retroactiu a partir de l'11 de desembre de 2018. El personal ha d'haver servit 180 dies de servei agregat (no necessàriament continu) en operacions elegibles. El servei addicional de fins a 180 dies més farà que les persones rebin una barra per a la medalla, amb un màxim de tres barres que es poden atorgar.
El conjunt inicial d'operacions elegibles per a la concessió de la Medalla al Servei Més Ampli eren:
- Operació AZOTIZE: la contribució del Regne Unit a la missió de l'OTAN de policia aèria del Bàltic[8][9]
- Operació BILOXI: la contribució del Regne Unit a la missió de policia aèria meridional de l'OTAN [10][9]
- Operació CABRIT: el desplegament avançat de les forces terrestres del Regne Unit a Estònia i Polònia com a part de la Presència Avançada Enfortida de l'OTAN[11]
- Operació KIPION : la presència contínua del Regne Unit a la regió del Golf Pèrsic[12][13]
- Operació ORBITAL: l'operació del Regne Unit per proporcionar formació i suport a les Forces Armades d'Ucraïna del 2015 al 2022[14]
- Operació RELENTLESS: l'operació de dissuasió nuclear contínua al mar del Regne Unit[15]
- Operació WOODWALL: desplegament avançat del Regne Unit de dos vaixells de patrulla d'alta mar a la regió de l'Indo-Pacífic[16]

## Descripció
L'anvers de la medalla presenta l'efígie tradicional del sobirà. El revers representa la corona dins d'un anell que conté les paraules FOR WIDER SERVICE ("Per a un servei més ampli"). De l'anell emergeixen quatre fletxes als quatre punts cardinals, que simbolitzen "abast arreu del món", amb el conjunt contingut dins d'una corona de llorer per simbolitzar el servei i els èxits.
La cinta de la medalla conté una franja central morada, que pretén significar la naturalesa intergovernamental de les operacions, amb franges simètriques més estretes de color blanc, blau cel, blau fosc i verd fora de la franja central; aquestes signifiquen operacions aèries (blau cel), operacions navals (blau fosc) i operacions terrestres (verd) respectivament.